# Домингес, Хесус
Хесус Домингес Мартин (исп. Jesús Domínguez Martín; 27 января 1926, Лос-Кристианос — 24 марта 2003, Гуимар, Канарские острова) — испанский пловец. Участник летних Олимпийских игр 1948 года.

## Биография
Хесус Домингес родился 27 января 1926 года в испанском городе Лос-Кристианос.
В 1948 году вошёл в состав сборной Испании на летних Олимпийских играх в Лондоне. На дистанции 100 метров вольным стилем занял в четвертьфинале 3-е место, показав результат 1 минута 1,3 секунды и уступив 0,4 секунды попавшему в полуфинал со 2-го места Араму Богоссяну из Бразилии. На дистанции 1500 метров вольным стилем занял в четвертьфинале 6-е место с результатом 21.33,5, уступив 58,7 секунды попавшему в полуфинал с 3-го места Жо Бернардо из Франции. В эстафете 4х200 метров вольным стилем сборная Испании, за которую также выступали Мануэль Герра, Исидоро Мартинес-Вела и Исидоро Перес, заняла 5-е место в полуфинале с результатом 9.28,3 и уступив 8,4 секунды попавшей в финал с 4-го места команде Бразилии.
Четыре раза выигрывал медали Средиземноморских игр: в 1951 году в Александрии серебро на 200-метровке брассом и бронзу в эстафете 3х100 метров комплексным плаванием, в 1955 году в Барселоне серебро на 200-метровке брассом и бронзу в эстафете 4х100 метров комплексным плаванием.
Умер 24 марта 2003 года в испанском городе Гуимар.